# Abu l-Fath al-Khazini
Abū l-Fatḥ ʿAbd al-Raḥmān al-Khāzinī (in arabo ﺍﺑﻮ ﺍﻟﻔﺘﺢ ﻋﺒﺪ ﺍﻟﺮﺣﻤﺎﻥ ﺍﻟﺨﺎﺯﻧﻲ‎?; 1115 – 1155) è stato un astronomo e fisico bizantino, convertito all'Islam e attivo a Merv (Khorasan).
Schiavo greco, comprato da ʿAlī b. Muḥammad, tesoriere di corte a Merv (in arabo Marw), studiò per volontà del suo padrone, fu pupillo di 'Omar Khayyam e fu protetto per i suoi meriti dal sultano selgiuchide Sanjar b. Malik-Shāh (1118–1157).

Fu autore del Libro della bilancia del sapere (in arabo ﻛﺘﺎﺏ ميزان الحكمة, Kitāb mīzān al-ḥikma), lavoro considerato da Seyyed Hossein Nasr come "l'opera musulmana più importante di meccanica e idrostatica, e specialmente nel campo dello studio dei baricentri", in cui l'autore espone tra l'altro le opinioni scientifiche di studiosi quali al-Rāzī, 'Omar Khayyam e al-Bīrūnī.
Lo storico della scienza Aldo Mieli ha messo a confronto i pesi specifici di varie sostanze - indicati da al-Bīrūnī grazie a uno strumento messo a punto da al-Khāzinī e descritto nel suo La bilancia del sapere - riscontrando una precisione assai prossima ai valori determinati grazie alle più moderne apparecchiature.
Abū l-Fatḥ al-Khāzinī fu autore anche, tra il 1115 e il 1116, dell'al-Zīj al-Sanjarī (Tavola di Sanjar): tavole astronomiche in onore di Sanjar b. Malik-Shāh, che appaiono influenzate dai consimili lavori di Thābit ibn Qurra, al-Battani e al-Biruni.